# John Graunt
John Graunt (né le 24 avril 1620 et mort le 18 avril 1674 à Londres) est un riche mercier londonien, surtout connu pour avoir été avec son ami William Petty l'un des premiers démographes. Il met notamment au point avec lui les premières méthodes d'analyse statistique et de recensement.

## Biographie

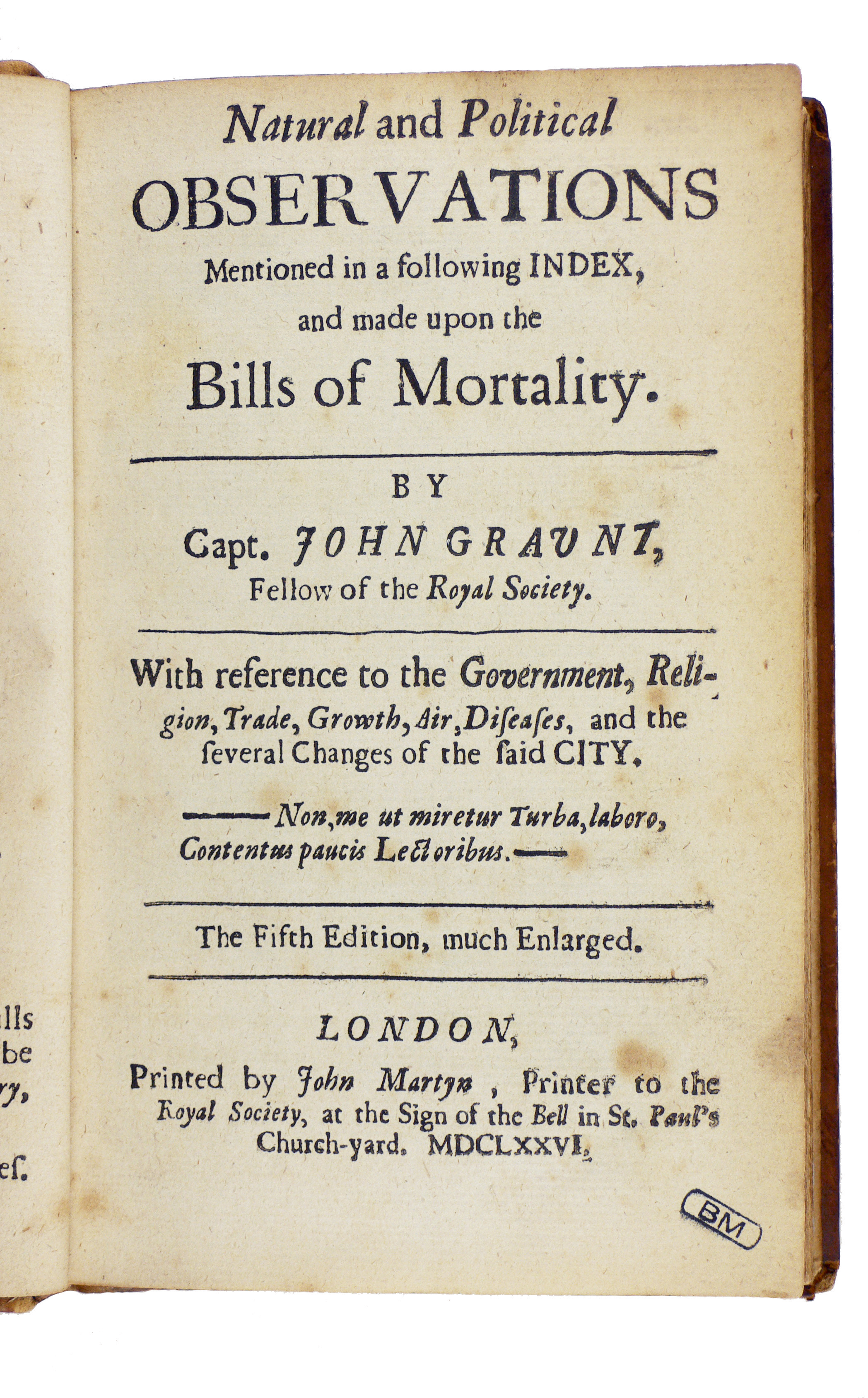
Tables de Mortalité (1676).

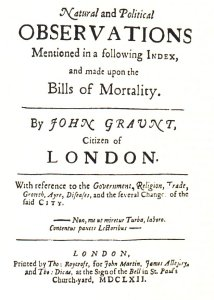
Frontispice des Observations on the Bills of Mortality de Graunt's (1662).

Né à Londres, John Graunt est l'aîné d'une fratrie de sept enfants. Son père est un tisserand du Hampshire qui s'est établi à Londres. Au mois de février 1641, Graunt épouse Mary Scott, qui lui donne un fils (Henry) et trois filles.
Il travaille dans l’atelier de son père jusqu'à la mort de ce dernier, en 1662, et sa réussite financière en fait une figure en vue de la City : c'est ainsi qu'il peut obtenir le poste de maître de musique pour son ami William Petty en 1650. Il occupe différents postes dans la milice londonienne (à Cornhill), et devient conseiller en 1669–71, maître et premier syndic de la Corporation des Drapiers en 1671.
Graunt, avec l'aide de William Petty, met au point les premières méthodes d'analyse statistique et de recensement, qui forment le socle de la démographie moderne. On lui attribue l'invention de la première table de mortalité.
Afin d'essayer de mettre au point un système pour détecter l'apparition de la peste bubonique à Londres, il a analysé les bulletins de décès publiés hebdomadairement dans la capitale anglaise sous le règne de Charles II. Après quelques calculs sur une population de 100 individus « conçus et animés », il conclut que « sur ces cent individus conçus, il en survit, au bout de... »
| longévité | effectif |
| --------- | -------- |
| ...6 ans  | 64       |
| ...16 ans | 40       |
| ...26 ans | 25       |
| ...36 ans | 16       |
| ...46 ans | 10       |
| ...56 ans | 6        |
| ...66 ans | 3        |
| ...76 ans | 1        |
| ...86 ans | 0        |

On voit que cette table de mortalité repose sur une probabilité conditionnelle de survie P (être en vie à T+10 ans|on a survécu jusqu'à l’âge T), qui serait constante, c'est-à-dire indépendante de l'âge T : ici on a p ≈ 5/8. En outre, Graunt a arrondi aux nombres entiers car, écrit-il « ...les Hommes ne meurent pas selon des proportions exactes ni en fractions. »
La valeur scientifique des Observations (qui furent cinq fois rééditées jusqu'en 1676) fit élire Graunt sur requête du Roi en 1662 à la Royal Society, où il avait donné lecture de son essai. Il devint membre du bureau de l'académie en novembre 1664 et la représenta en différentes occasions.
Sa maison disparait dans le Grand incendie de Londres et l'accumulation de dettes provoque sa banqueroute. L'une de ses filles devient béguine aux Pays-Bas, ce qui décide Graunt à se convertir au Catholicisme, à un moment où l'Europe, et particulièrement l'Angleterre, sont en proie aux déchirements religieux et où ces conversions sont passibles de la peine de mort. Il mourut à l'âge de 53 ans d'une maladie du foie accompagnée d'ictère. John Aubrey le décrit comme « un compagnon affable, très accueillant » et rapporte que « sa mort a été déplorée par toutes les personnes honnêtes qui avaient eu le plaisir de le fréquenter. »
Graunt reste comme l'un des premiers experts en épidémiologie, dans la mesure où son essai est principalement consacré aux statistiques de santé publique.

## Ouvrage
- (en) John Graunt, « Natural and Political observations ... made upon the Bills of Mortality », John Martin, James Allestry & Tho: Dicas, at the Sign of the Bell in St. Paul's Churchyard, (1662) (consulté le 16 juin 2007)